# Кошарка на Медитеранским играма 1955.
На другим Медитеранским играма 1955 у Барселони (Шпанија), кошарка је била један од двадесет спортова. Играло се само у мушкој конкуренцији.

### Освајачи медаља
| Шпанија | Италија | Грчка |

### Биланс мадаља
| Место  | Држава  |   |   |   | Укупно |
| ------ | ------- | - | - | - | ------ |
| 1      | Шпанија | 1 | 0 | 0 | 1      |
| 2      | Италија | 0 | 1 | 0 | 1      |
| 3      | Грчка   | 0 | 0 | 1 | 1      |
| Укупно | Укупно  | 1 | 1 | 1 | 3      |